# 舒必利
舒必利（英語：Sulpiride）是一种典型抗精神病药物，是主要用于治疗精神分裂症和抑郁症相关疾病的苯甲酰胺类药物（商品名：Meresa， Bosnyl， Dogmatil， Dolmatil， Eglonyl）。舒必利更常用于欧洲和日本。在美国和加拿大，現在已不被批准使用。此药和相关的抗精神病药物：阿米舒必利（amisulpride）皆有强大化学作用，在临床上很相似。

## 医疗用途

### 抑郁症
舒必利可以加速抑郁症患者服用抗抑郁药的抗抑郁效果。

### 精神分裂症
用于精神分裂症的抑郁状态、症状性精神病、官能性抑郁和疑病状态、酒精中毒性精神病、智力发育不全伴有人格障碍、老年性精神病，尤其是具有淡漠、退缩、木僵、抑郁、幻觉、怀疑和妄想等症状的患者。用于止吐、良性消化性溃疡和溃疡性结肠炎。为中枢性止吐药，有很强的止吐作用。口服比氯丙嗪强 166 倍，皮下注射时强 142 倍；比甲氧氯普胺强 5 倍。也用于脑外伤后眩晕、偏头痛。

## 禁忌

### 禁忌症
- 对舒必利过敏
- 已存在乳腺癌或其他催乳素依赖性肿瘤
- 嗜铬细胞瘤
- 同时使用左旋多巴
- 紫質症
- 昏迷状态
- 骨髓抑制

### 注意事项
- 患有帕金森氏病
- 18岁以下患者（临床数据不足）
- 已存在严重心脏病/心动过缓或低钾血症（易患长QT综合征和严重心律失常）
- 患有癫痫的患者应继续进行抗惊厥治疗
- 使用碳酸锂 (两种药物的神经系统副作用风险增加)

### 怀孕和哺乳
- 妊娠：动物研究未发现任何胚胎毒性或胎儿毒性，有限的人类经验也未发现任何胚胎毒性或胎儿毒性。由于缺乏足够的人类数据，孕妇应仅在严格指征的情况下使用舒必利治疗。此外，应监测接受治疗的妇女的新生儿，因为已报告了个别锥体外系反应病例。
- 哺乳期妇女：舒必利可进入哺乳期妇女的乳汁。由于后果尚不明确，妇女在治疗期间不应进行母乳喂养。

## 副作用

### 常见 (>1%) 不良反应
头晕、头痛、锥体外系反应、嗜睡、失眠、体重增加或减少、高催乳素血症、恶心、呕吐、鼻塞、抗胆碱能不良反应、注意力受损

### 罕见（发生率<1%）不良反应
迟发性运动障碍、恶性综合征、血液相关（粒细胞缺乏、中性粒细胞减少、白细胞减少、白细胞增多）、癫痫、尖端扭转型室速

### 发生率未知的不良反应
QTc间期延长、胆汁淤积性黄疸、肝酶升高、原发性胆汁性肝硬化、过敏反应、光敏性异常、皮疹、沮丧、紧张症、心悸、搅动、出汗、低血压、高血压、静脉血栓（可能罕见）

## 药理
舒必利是多巴胺D2、D3受体的选择性拮抗剂，对D4受体的拮抗作用较弱。每日剂量超过 600 毫克时， 5-HT1A拮抗作用占主导地位。600 至 1,600 毫克剂量的舒必利表现出轻微的镇静和抗精神病作用。与氯丙嗪相比，其抗精神病效力仅为 0.2（1/5）。低剂量（特别是每日 50 至 200 毫克）时，其突出特点是拮抗突触前抑制性多巴胺和血清素受体，这解释了一些抗抑郁活性和刺激作用。此外，它还可以缓解眩晕。

## 历史
舒必利是 1966 年在德拉朗日实验室的 Justin-Besançon 和 C. Laville 的一项研究项目中发现的，他们当时致力于提高普鲁卡因胺的抗心律失常效果；该项目首先导致了甲氧氯普胺的出现，后来又发现了舒必利。